# Кисаков, Александр Владимирович
Александр Владимирович Кисаков (род. 1 ноября 2002, Соликамск, Пермская область) — российский хоккеист, нападающий.

## Биография
Начинал играть в хоккей в нижегородском «Торпедо». Занимался в московском «Спартаке», с 2012 года — в СДЮШОР «Динамо». С сезона 2018/19 игрок молодёжной команды «Динамо» в МХЛ. В начале сезона 2021/22 провёл четыре матча за «Динамо» в КХЛ.
На драфте НХЛ 2021 года был выбран в 2-м раунде под общим 53-м номером клубом «Баффало Сейбрз». 12 мая 2022 года подписал с клубом трёхлетний контракт новичка. С сезона 2022/23 — игрок фарм-клуба «Баффало» из АХЛ «Рочестер Американс».